# True Crime: Streets of LA
True Crime: Streets of LA és videojoc desenvolupat per Luxoflux i publicat per Activision per la Xbox, PlayStation 2 i GameCube el 2003. Activision va publicar versions per Windows i Mac el 2004. Les versions d'ordinador contenen continguts extra, com minijocs multijugador, personatges desbloquejables, vídeos d'entrenament i cançons.
El videojoc es va convertir en Platinum de PlayStation 2 al 2004, com també l'Xbox Classics de Xbox i el Player's Choice per la Nintendo Gamecube. Hi ha una continuació, True Crime: New York City, va ser llançat el 2005 per Xbox, PlayStation 2 i GameCube.

## Jugabilitat
Un dels primers videojocs d'acció en món obert després de Grand Theft Auto III, el True Crime: Streets of LA s'especifica en un gènere de la llei, en aquest cas el policial. A diferència del GTA, el jugador pot triar si ser un policia dolent o bo a mesura que va fent accions. Aquestes accions afecten a l'argument del videojoc, fent que hi hagi d'u a tres finals diferents.

## Repartiment de veus
- Russell Wong: Nick (Kang) Wilson
- Christopher Walken: George
- Gary Oldman: Rasputin "Rocky" Kuznetskov, Agent Masterton
- Michael Madsen: Rafferty
- Michelle Rodriguez: Rosie
- CCH Pounder: Chief Wanda Parks
- Ron Perlman: Misha
- Mako: Han Yu Kim
- James Hong: Ancient Wu
- Keyone Young: Jimmy Fu, Big Chong
- Ryun Yu: Cary Wilson
- Grey Delisle: Jill, Lola
- Snoop Dogg: Himself
- Vernee Watson-Johnson: dispatcher